# Halka (opera)

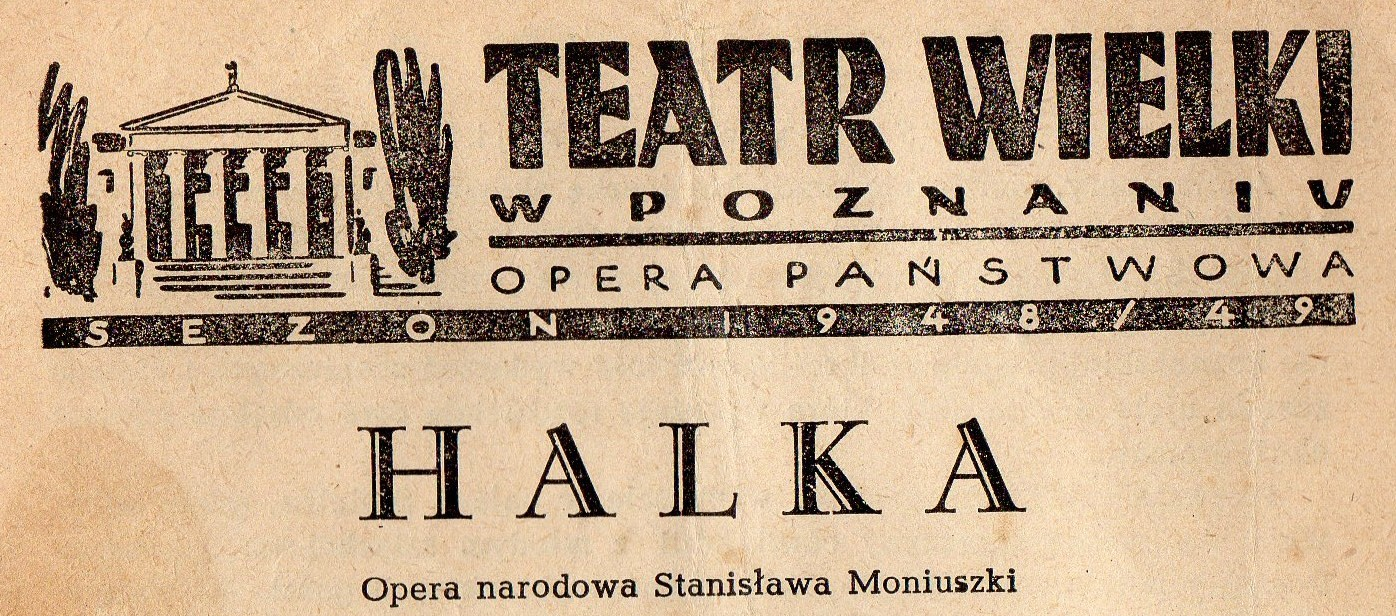
Program z „Halką” z sezonu 1948/1949 w Teatrze Wielkim w Poznaniu

Halka – polska opera narodowa z muzyką Stanisława Moniuszki do libretta Włodzimierza Wolskiego.
Skomponowana w dwóch wersjach; dwuaktowej i, częściej wykonywanej, czteroaktowej. Najbardziej znane utwory to mazur z I aktu i aria Jontka z IV aktu Szumią jodły na gór szczycie.

## Osoby
- Stolnik – bas
- Zofia, jego córka – sopran/mezzosopran
- Janusz – baryton
- Dziemba herbu Ziemba, poufny Stolnika – bas
- Jontek, góral ze wsi Janusza – tenor
- Halka, góralka ze wsi Janusza – sopran
- Dudziarz ze wsi Janusza – rola głosowa
- Goście ze szlachty, drużby, druhny, wieśniacy, górale, góralki, służba

## Treść

### Akt I
Na dwór Stolnika zjechała okoliczna szlachta z okazji zaręczyn jego córki, Zofii z Januszem, młodym dziedzicem góralskich wiosek. Zaufany sługa Stolnika, Dziemba, wznosi przy dźwiękach poloneza toast za pomyślność młodej pary. Gdy Janusz i Zofia proszą Stolnika o tradycyjne błogosławieństwo, słyszą smutny śpiew wiejskiej dziewczyny, która z rozpaczą szuka swego ukochanego. Śpiew ten porusza wszystkich, ale najbardziej Janusza, który rozpoznaje głos Halki – dziewczyny z gór, którą kochał i porzucił dla Stolnikówny. Pytania Zofii i Stolnika zbywa słowami współczucia dla nieznanej dziewczyny i zostaje sam pod pretekstem, że chce udzielić wsparcia nieszczęśliwej dziewczynie. Janusz w krótkiej arii daje wyraz swej miłości do porzuconej Halki i dręczącym go wyrzutom sumienia. Na to nadchodzi Halka i spostrzegłszy Janusza tuli się do niego, a bezradny wobec jej radości Janusz zapewnia ją o swoich niezmiennych uczuciach i przyrzeka, że do niej powróci. Słysząc wracających gości odprawia dziewczynę i każe jej czekać w umówionym miejscu. Halka odchodzi pełna wiary w odzyskane szczęście, nie pamiętając już o przestrogach Jontka, zakochanego w niej młodego górala. Tłum rozbawionych gości wiwatuje na cześć Stolnika i pary młodej. Dziemba każe grać mazura, który otwiera dalszy ciąg zabawy zaręczynowej.

### Akt II
W ogrodach dworskich Stolnika czeka na Halkę Jontek, chcąc udowodnić zdradę Janusza. Halka jeszcze raz wypowiada swoją miłość i nadzieję powrotu szczęśliwych dni. Jontkowi zarzuca kłamstwo na temat niewierności ukochanego. Jontek próbuje przekonać Halkę, że Janusz ją porzucił. Z głębokim żalem mówi o swojej wzgardzonej miłości do dziewczyny. Słysząc toasty dochodzące z dworu, Halka podchodzi do drzwi i domaga się, aby wpuszczono ją do panicza, ojca jej dziecka. Rozgniewany Janusz wychodzi i bije Jontka za sprowadzenie na dwór Halki, po czym każe mu ją odprowadzić i obiecuje nagrodę. Zrozpaczoną Halkę otaczają goście – jej smutny śpiew zepsuł zabawę. Dziemba, na rozkaz, wyprowadza Halkę z kręgu gości zaręczynowych.

### Akt III
Akcja przenosi się na wieś, będącą własnością Janusza. Górale wypoczywają po całym tygodniu pracy i rozmawiają o zapowiedzianym weselu Janusza. Nagle zauważają wracających Halkę i Jontka. Patrzą na pogrążoną w obłędzie dziewczynę, słuchają opowieści Jontka o spotkaniu z Januszem. W dali pojawia się orszak weselny Janusza, udający się na ślub do kościółka.

### Akt IV
Na placu przed kościołem zjawia się Jontek. Dudziarzowi, grającemu wesoło na powitanie weselnego orszaku każe grać smętnie, po naszemu. W arii Szumią jodły na gór szczycie wypowiada swój żal do Halki, która odepchnęła jego wierne uczucia dla zachcianki panicza. Na plac wbiega, powstrzymywana przez górali, obłąkana Halka. Siada na uboczu. Wyprzedzając orszak wchodzi na plac Dziemba, każąc chłopom radośnie witać nową dziedziczkę. Ludzie, wstrząśnięci tragedią Halki niechętnie witają młodą parę i składają jej życzenia. Janusz, Zofia i Stolnik spostrzegają Halkę, powstaje zamieszanie, bo obłąkana zdaje się poznawać Janusza. Ten przyspiesza obrzęd weselny, orszak wchodzi do kościoła, za nim podążają górale. Wchodząc w drzwi kościoła życzą młodym „stałego szczęścia”, Jontek dorzuca głośno – „I cierpienia”. Mimo gniewu Dziemby nikt z tłumu nie zdradza sprawcy buntowniczego krzyku. Halka przytomnieje na chwilę i pyta Jontka o Janusza. Góral z goryczą i gniewem pokazuje jej przez otwarte drzwi kościoła klęczącą przed ołtarzem parę młodą i sam wchodzi do wnętrza. Halka jest zrozpaczona tą myślą. Myśl o dziecku budzi w niej pragnienie zemsty – zbiera więc chrust, zapala go i biegnie, by podpalić kościół. W ostatniej chwili opamiętuje się, ze słowami przebaczenia dla Janusza rzuca się ze skały w nurt górskiej rzeki.

## Dyskografia (także DVD Video)

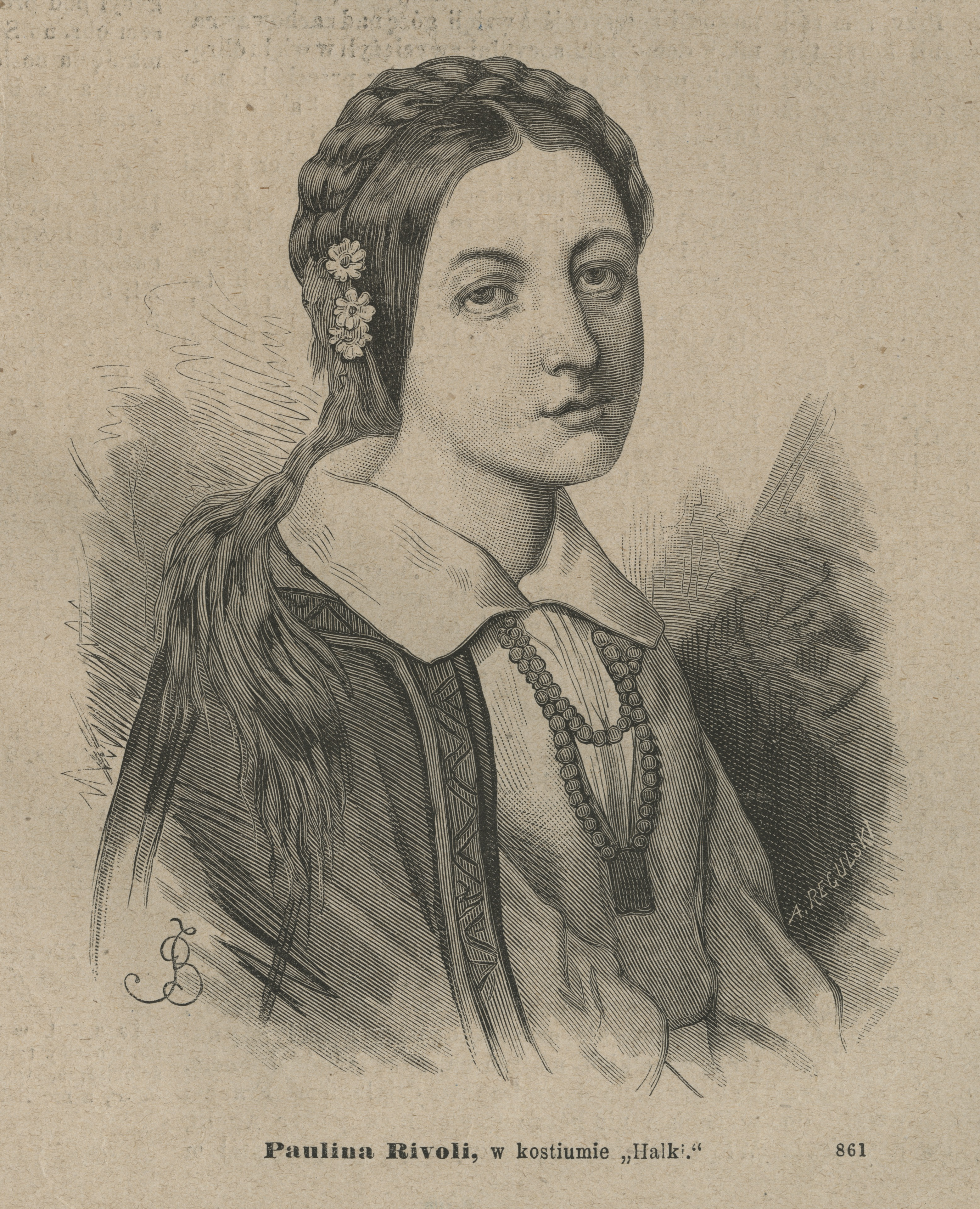
Paulina Rivoli, odtwórczyni „Halki” w 1858

- Halka – Natalia Sokołowa, Jontek – Gieorgij Nelepp, Janusz – Pawieł Lisicyan, Zofia – Irina Maslennikowa, Stolnik – Michaił Sołowiow, Teatr Bolszoj, dyr. Kiriłł Kondraszyn, Moskwa (spektakl 5 zarejestrowany 5 listopada 1949 r.), Melodia 1953 (3 LP, w jęz. rosyjskim)[1]
- Halka – Grand Opera Highlights by Stanisław Moniuszko; Radio-Symphonie-Orchester Berlin, Mieczysław Mierzejewski – dyrygent, soliści: Alina Bolechowska, Bogdan Paprocki, Andrzej Hiolski, Edmund Kossowski, Deutsche Grammophon (LP, DGM 12024)[2]
- Halka – Antonina Kawecka, Jontek – Wacław Dominiecki, Stolnik – Edmund Kossowski, Chór i Orkiestra Państwowej Opery im. Stanisława Moniuszki w Poznaniu, dyr. Walerian Bierdiajew, 1960, Polskie Nagrania „Muza” (3 LP)[3]
- Halka – Drahomíra Tikalová, Jontek – Bohumír Vích, Janusz – Theodor Šrubař, Zofia – Jarmila Pechová, Pomjan – Jaroslav Veverka, dyr. František Dyk, 1953 (w jęz. czeskim) Premiere Opera[4]
- Halka – Stefania Woytowicz, Jontek – Wiesław Ochman, Stolnik – Bernard Ładysz, Zofia – Anna Malewicz-Madey, Janusz – Andrzej Hiolski, Dziemba – Andrzej Saciuk, Góral – Kazimierz Różewicz, Chór Rozgłośni Polskiego Radia i Telewizji w Krakowie, Wielka Orkiestra Symfoniczna Polskiego Radia w Katowicach, dyr. Jerzy Semkow, nagrano: 1972, Katowice

- Barbara Zagórzanka, Andrzej Hiolski, Wiesław Ochman, Ryszarda Racewicz, Chór i Orkiestra Teatru Wielkiego w Warszawie, dyr. Robert Satanowski, 1987, Classic Production Osnabrück (2 LP)[5]

- Soliści, Balet, Chór i Orkiestra Teatru Wielkiego – Opery Narodowej, dyrygent: Antoni Wicherek. ZPR Records. Warszawa. (DVD Video). Rok wydania – 1998. Światowa premiera na DVD. W maju 1999 nagranie uzyskało certyfikat złotej płyty[6].

- Soliści, Balet, Chór, Orkiestra Opery we Wrocławiu, dyr.: Ewa Michnik. DUX Recording Producers. Warszawa. (DVD Video, nagranie 2005 r.)
- Halka – Tina Gorina, Jontek – Matheus Pompeu, Janusz – Robert Gierlach, Zofia – Monika Ledzion-Porczyńska, Stolnik – Rafał Siwek, Europa Galante, dyr. Fabio Biondi, nagranie: 24 sierpnia 2018 podczas Festiwalu Chopin i jego Europa, Studio im. W. Lutosławskiego, Polskie Radio, Warszawa, NIFCCD 082-083, wyd. 2019[7].
- Halka – Magdalena Molendowska, Jontek – Dominik Sutowicz, Janusz – Łukasz Goliński, Stolnik – Rafał Korpik, Teatr Wielki im. Stanisława Moniuszki w Poznaniu, Gabriel Chmura – dyrygent, Naxos (2 CD), wyd. 2021[8]

## Wydania partytury orkiestrowej
- Halka, Opéra en 4 actes, Musique de Stanislas Moniuszko, Paroles de Vladimir Wolski, partition d’orchestre, Varsovie (1861), chez G. Gebethner & R. Wolff, tomy 1-4 (pierwodruk)

- Halka, Opera w 4 aktach, Słowa Włodzimierza Wolskiego, Przekład włoski Józefa Achillesa Bonoldiego, Muzykę napisał Stanisław Moniuszko, Partytura orkiestrowa przejrzana i sprawdzona przez Emila Młynarskiego i Konrada Zawiłowskiego, Wydawnictwo Jubileuszowe na pamiątkę 500go przedstawienia Halki na scenie Warszawskiej dnia 9 Grudnia 1900 r., Wydawnictwo i własność Sekcyi imienia Stanisława Moniuszki przy Towarzystwie Muzycznem w Warszawie, z funduszu ofiarowanego przez Leopolda Barona Kronenberga, Skład główny, Warszawa (1904), Gebethner i Wolff, tomy 1-4

- Stanisław Moniuszko: Halka. Opera. Partytura, libretto Włodzimierz Wolski, przekł. włoski Józef Achilles Bonoldi, oprac. muzyczne Kazimierz Sikorski, oprac. wykonawcze uwertury Grzegorz Fitelberg, oprac. tekstu Leon Schiller, Kraków 1951, PWM, tomy 1-4

- Stanisław Moniuszko: Halka: Opera w 4 aktach, Libretto Włodzimierz Wolski, Partytura Orkiestrowa (Warszawa 1861), Edycja faksymilowa, Wstęp i komentarze: Grzegorz Zieziula, tomy 1-4, Warszawa 2012: Instytut Sztuki PAN – Stowarzyszenie Liber Pro Arte, ISBN 978-83-63877-12-5, ISBN 978-83-92343-80-6 (faksymile pierwodruku)[9]

## Historia
Premiera:
- 1848 w Wilnie (wersja 2-aktowa)[10]

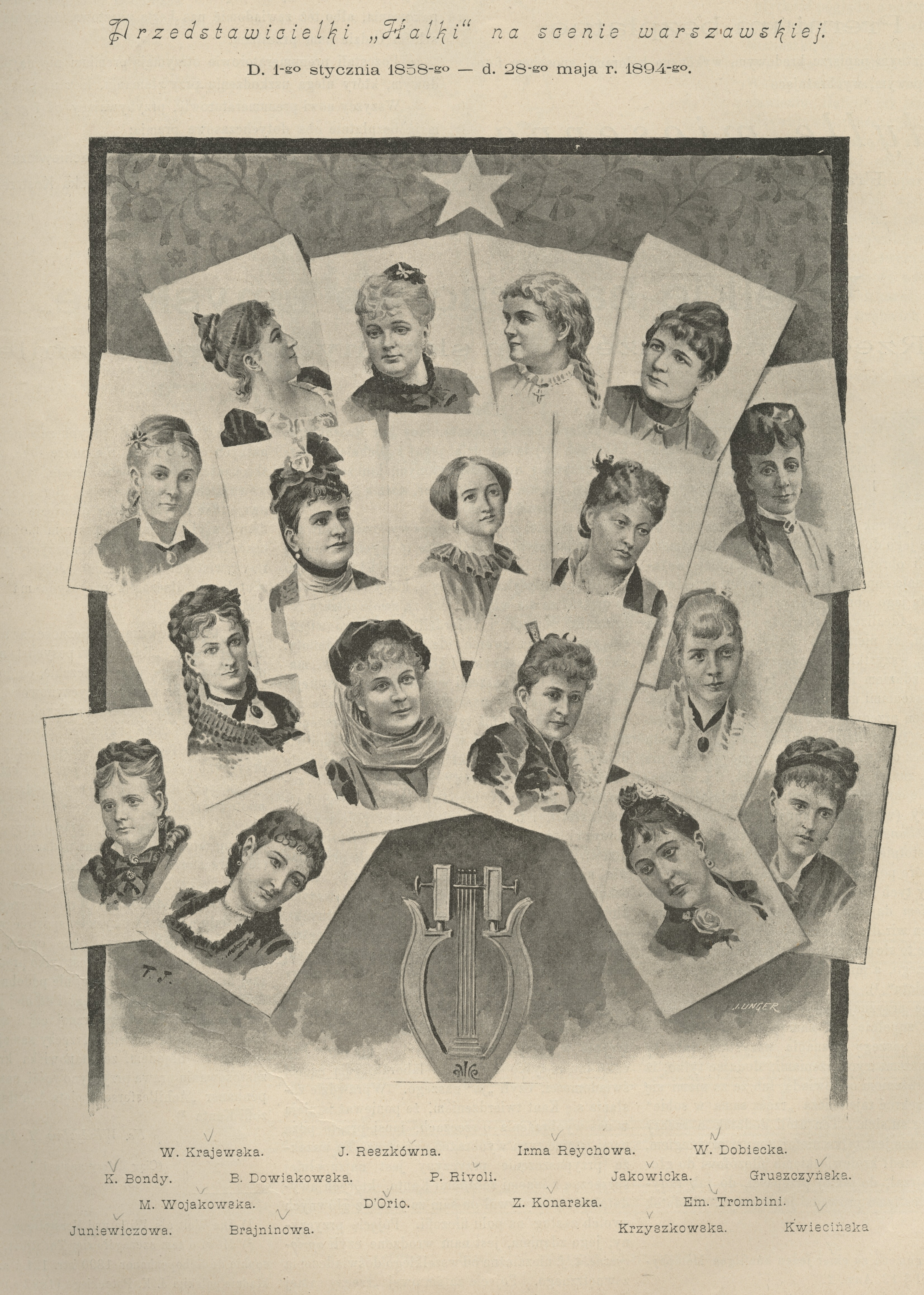
Przedstawicielki „Halki” na scenie warszawskiej 1858-1894

- 1858 w Warszawie (wersja 4-aktowa)[10]

Z przedstawień za granicą:
- 1868 w Pradze pod dyrekcją Bedřicha Smetany
- 24 maja 1959 w nowojorskiej Carnegie Hall, w wykonaniu zespołu Polonia Opera Company, kierowanym przez Louisa Kowalskiego. Wcześniej opera była wystawiona w tym samym wykonaniu w Buffalo, Chicago, Detroit i Hertford[11]
- 1960 w Lille (wersja francuska)[12]
- 1971 na Kubie w Hawanie, w reżyserii Marii Fołtyn[13]
- 1986 w USA i Kanadzie (9–25 października), tournée Opery Śląskiej ze spektaklami „Halki” (trasa od Toronto do Chicago)[14]
- 1986 w Lyonie[15]
- 1988 w USA i Kanadzie (12–23 października), tournée Opery Śląskiej ze spektaklami „Halki” (trasa od Montrealu do Nowego Jorku)[14]
- 1995 w Japonii w Osace, w reżyserii Marii Fołtyn
- 2014 w Londynie w POSK-u, w reżyserii Richarda Fawkesa[16]
- opera była też wystawiana w Meksyku, Mongolii, Chinach, Ankarze i Nowosybirsku, w reżyserii Marii Fołtyn[17]
- 2018 w Finlandii w Helsinkach[18]
- 2019 w Lizbonie, Brukseli i Pradze[19]
- 2019 w Austrii w Wiedniu (premiera 15 grudnia 2019), w reżyserii Mariusza Trelińskiego[20][21][22]

Inne wykonania:
- 1912 w Krakowie w języku esperanto (tłum. Antoni Grabowski) w wykonaniu teatru lwowskiego w ramach VIII Światowego Kongresu Esperantystów[23]
- 2017 w Krakowie, w Centrum Kongresowym ICE – wykonanie sceniczne w wersji dwuaktowej tzw. wileńskiej, na historycznych instrumentach (Capella Cracoviensis), w reżyserii Cezarego Tomaszewskiego[24]
- 2018 w Warszawie (pierwsze koncertowe wykonanie opery we włoskiej wersji językowej i na instrumentach z epoki)[25][26]
- 2019 Teatr Wielki-Opera Narodowa w Warszawie – wykonanie sceniczne wersji dwuaktowej (wileńskiej), rekonstrukcja instrumentacji: Michał Dobrzyński[27]